# Серебряный флот
Серебряный или золотой флот (исп. Flota de Indias; дословно — «флот Индий») — военно-транспортная флотилия Испанской колониальной империи, предназначавшаяся для экспорта из Нового Света в Европу разнообразных ценностей — преимущественно серебра с рудников Потоси, а также золота, бриллиантов, пряностей, табака и шёлка.
Корабли испанской Короны стали совершать рейсы с товарами из Нового Света начиная с первой экспедиции Христофора Колумба в 1492 году.
Однако создание флота Индий относится к 1520-м годам, когда с целью отражения разбойных нападений на перевозившие сокровища торговые суда, король Испании приказал приставить к ним вооруженные конвои. До этого Испания пыталась защитить судоходство на маршрутах путем организации защиты от нападений пиратов и иностранных флотов вокруг портов, которые были расположены на Кубе, юге Испании и Канарских островах. Организатором системы конвоев принято считать адмирала и личного советника короля Филиппа II — Педро Менендеса де Авилес.
Флот Индий был задействован как в Тихом океане (см. манильские галеоны), так и в Атлантике, где его основным подразделением был базировавшийся в Гаване так называемый карибский флот.
Монопсония на американское сырьё служила основным источником дохода испанской казны в XVI—XVIII веках. Контроль за перевозимыми товарами был возложен на севильскую факторию под названием Торговая палата (исп. Casa de la Contratación de Indias). Со всех товаров и ценностей, ввозимых из Нового света, взимался 20-процентный налог, известный как квинто-реал или королевская пятая. Как можно судить по данным архива Индий, количество и качество ввозимых в Испанию товаров стремились занизить, процветала контрабанда.
В XVII веке система флотов начала разрушаться. Флот постоянно нёс убытки, в первую очередь, от ураганов. Так, например, в сентябре 1622 года ураган послужил причиной гибели испанского галеона «Нуэстра Сеньора де Аточа».
В XVII веке и в начале XVIII, особенно в годы Войны за испанское наследство, Вест-Индский флот, укомплектованный маломаневренными галеонами, стал мишенью для нападений английских моряков. Помимо собственно королевского флота, большой урон коммерческому мореходству в Вест-Индии наносили буканиры английского происхождения, с одобрения британских властей базировавшиеся в Порт-Ройяле на Ямайке.
Французские пираты основали свою базу в Сан-Доминиго в 1625 году, а голландцы заняли Кюрасао в 1634 году. Но необходимо отметить, что почти за триста лет существования Флота Индии только два конвоя были полностью потоплены или захвачены представителями вражеских государств — дважды англичанами, а один раз — голландцами.
В ходе войны за ухо Дженкинса англичане попытались завоевать плацдарм поблизости от Панамского перешейка — в Картахене или Портобело. Длительная оборона этих ключевых портов на время парализовала серебряный флот. По окончании войны вместо огромных флотов, курсировавших между несколькими портами, испанцы стали перевозить грузы небольшими эскадрами. Сеть портов, которые при этом были задействованы, также расширилась, в то же время значение каждого порта в отдельности упало.
В 1780-х годах Испания открыла колонии для свободного рынка. А в 1790 году Каса-де-Контратасьон была упразднена. После этого, в случае необходимости небольшие конвои, состоящие из военно-морских судов, использовались для передачи товаров или перевозки драгоценных металлов.
Некоторые из потопленных кораблей Вест-Индского флота были в XX веке исследованы морскими археологами, а в отдельных случаях и подняты с морского дна, что позволило значительно скорректировать сведения историков о составе и объёме вывезенных испанцами из Нового Света сокровищ.